# Gnathifera opsias
Gnathifera opsias är en fjärilsart som beskrevs av Edward Meyrick 1897. Gnathifera opsias ingår i släktet Gnathifera och familjen skärmmalar. Inga underarter finns listade i Catalogue of Life.